# Marlinton
Marlinton är administrativ huvudort i Pocahontas County i West Virginia i USA. Enligt 2010 års folkräkning hade Marlinton 1 054 invånare.